# Sekai no Owari

Sekai no Owari (世界の終わり, literalmente "O Fim do Mundo"), frequentemente estilizado como SEKAI NO OWARI, é uma banda de rock japonesa formada em 2005. A banda consiste em quatro integrantes, sendo eles;  Nakajin, Fukase, Saori e DJ Love. Desde sua estreia, a banda lançou 3 álbuns de estúdio e diversos singles, além de lançarem seu próprio documentário intitulado TOKYO FANTASY. A banda se apresentou no renomado Nissan Stadium, maior local de concertos do Japão e atualmente são considerados um dos maiores atos de música do Japão. Suas apresentações ao vivo e shows são frequentemente elogiados pelo público, sendo considerados un dos eventos musicais de alta qualidade produzidas, muitas vezes sendo comparados com grandes festivais musicais, tais como Tomorrowland e Ultra Music Festival. Os membros da banda são conhecidos por fornecerem composições de músicas para diversos artistas do Japão. O membro Fukase foi responsável por fornecer a voz para um personagem Vocaloid sintetizado baseado em si mesmo. Em 2016, a banda anunciou seus planos para estrear internacionalmente com um álbum de língua inglesa atualmente em produção e esperado para ser lançado em 2017. A banda já colaborou com outros artistas de renome mundial, incluindo Owl City e Nicky Romero.

## Carreira

### 2007–2009: Formação e estreia
Fukase e Saori se conheciam desde o Jardim de infância e conheceram Nakajin no ensino primário. Juntos, os três começaram uma banda cover durante o ensino fundamental inspirando-se em bandas profissionais, tais como Bump of Chicken. Mais tarde, conheceram DJ Love, que logo depois foi adicionado ao grupo para assumir o posto de palhaço que originalmente seria dado ao integrante Fukase, que se tornou o vocalista principal, enquanto Nakajin e Saori guitarrista e pianista da banda, respectivamente. Começando uma banda indie, eles realizaram seu primeiro show intitulado Club Earth, com a presença de quinze pessoas. A banda lançou seu primeiro lançamento demo intitulado Sekai no Owari com uma edição limitada de mil cópias. O membro Fukase nomeou o nome da banda de Sekai no Owari, pois Uma vez que você experimentou o fundo (o lado negativo de sua vida), você tem que encontrar uma maneira de subir (o lado positivo). Então eu nomeei nossa banda de Fim do Mundo para criar a força (que eu precisava) através da música.

### 2010–2011: Lançamento do primeiro álbum, Nippon Budokan e mudança de gravadora
Sekai no Owari lançou seu primeiro álbum intitulado EARTH sob o selo da gravadora indepentende Lastrum. O álbum atingiu a posição quinze nas tabelas da Oricon Weekly Album e a banda começou a ganhar popularidade no mercado indie japonês em 2010.
A banda começou a realizar diversas turnês pelo Japão, com as duas primeiras turnês Heart the eartH TOUR e One Man Fall Tour, ao mesmo tempo lançaram seu primeiro single intitulado Tenshi to Akuma (ou Fantasy), que atingiu a posição oito no gráfico Oricon Single. Em agosto de 2011, a banda realizou seu primeiro concerto solo no Nippon Budokan e assinaram um contrato com a gravadora Toy's Factory, que tambem agência Bump of Chicken.
A banda alterou seu nome original 世界の終わり(Sekai no Owari) para a versão romantizada SEKAI NO OWARI.

### 2012–2014:ENTERTAINMENT, turnês internacionais e aumento na popularidade
Após assinarem contrato com a Toy's Factory, a banda lançou dois novos singles em 2011. Os singles intitulados INORI e Starlight Parade alcançaram respectivamente as posições treze e dezesseis no Oricon. A banda então embarcou em sua nova turnê SEKAI NO OWARI TOUR 2011. No ano seguinte, Sekai no Owari lançou seu novo single Nemurihime (眠り姫, Sleeping Beauty), que alcançou a posição quatro no gráfico da Oricon, e foi incluído no novo álbum da banda na qual ainda estavam trabalhando.
Em julho de 2012, a banda lançou seu primeiro álbum de estúdio intitulado ENTERTAINMENT que alcançou a posição dois no gráfico Oricon. Para apoiar o lançamento do novo álbum, Sekai no Owari realizou duas turnês intituladas Arena Tour 2013 Entertainment no Kokuritsu Yoyogi Daiichi Taiikukan e ARENA TOUR 2013 ENTERTAINMENT. A banda então lançou dois novos singles, sendo o primeiro intitulado RPG que atingiu a posição dois no Oricon e o primeiro no Billboard Japan Hot 100 e mais tarde recebeu a certificação de dupla platina pelo Recording Industry Association of Japan por mais de 250.000 cópias vendidas. O segundo single Death Disco foi lançado apenas como single digital e alcançou a posição vinte no Billboard Japan Hot 100.
Em 2013, a banda realizou seu primeiro evento ao ar livre para os fãs, intitulado Fire and Forest Carnival, com a presença de aproximadamente sessenta mil pessoas.
Depois de terminar suas atividades de turismo, Sekai no Owari retomou as atividades de gravação liberando três novos singles diferentes em 2014. O primeiro single Snow Magic Fantasy alcançou a posição um e recebeu um certificado de ouro pelo Recording Industry Association of Japan. O próximo single Honō to Mori no Carnival (The Flame and Forest Carnival) foi lançado quase três meses depois e chegou ao número dois nas tabelas de Oricon sendo certificado de ouro mais uma vez pelo Recording Industry Association of Japan. Em outubro de 2014, a banda colaborou com a Owl City em uma nova música, intitulada Tokyo. Foi lançado na Republic Records, uma divisão da UMG Recordings. A música foi colocada no quinto álbum de estúdio da Owl City, Mobile Orchestra, lançada no Japão. Em novembro, eles lançaram um single Dragon Night, que foi produzido pelo holandês Nicky Romero.
Em 15 de agosto de 2014, Tokyo Fantasy , um filme de 90 minutos com os membros da banda foi lançado em todo o país no Japão. Foi dirigido pelo cineasta francês Raphaël Frydman e depois disponibilizado em DVD.

### 2015–presente:Tree, atividades no exterior e estreia internacional
Em janeiro de 2015, a banda lançou seu terceiro álbum Tree, dois anos e sete meses após o lançamento de seu álbum anterior. O álbum superou o gráfico no numero um e atingiu um milhão de vendas no total de vendas físicas e downloads digitais.
Sekai no Owari realizou um show de dois dias intitulado Twilight City no Nissan Stadium, o maior local de concertos do Japão em julho de 2015. A Twilight City foi um evento de dois dias com setenta mil pessoas por dia para um total de cento e quarenta mil e é até o momento o maior público recebido. O cantor de pop american Austin Mahone juntou-se ao show como um convidado. Uma versão em inglês de sua música de sucesso Dragon Night foi lançada em seu canal oficial do YouTube em junho.
Os seguintes singles Anti Hero e SOS foram utilizados como tema das músicas dos filmes Attack on Titan e Attack on Titan: End of the World, respectivamente, e ambos venderam cem cópias com SOS alcançando novamente o número um ns tabelas de álbuns do Oricon, sendo a terceira vez que a banda consegue algo assim. Ambas as músicas são lançadas totalmente em inglês.
Em agosto de 2015, foi revelado que o membro Fukase iria fornecer sua voz para o novo Vocaloid baseado em si mesmo, que foi oficialmente lançado em janeiro de 2016. O single Starlight Paradise lançado pelo grupo foi usada como demo para o Vocaloid.

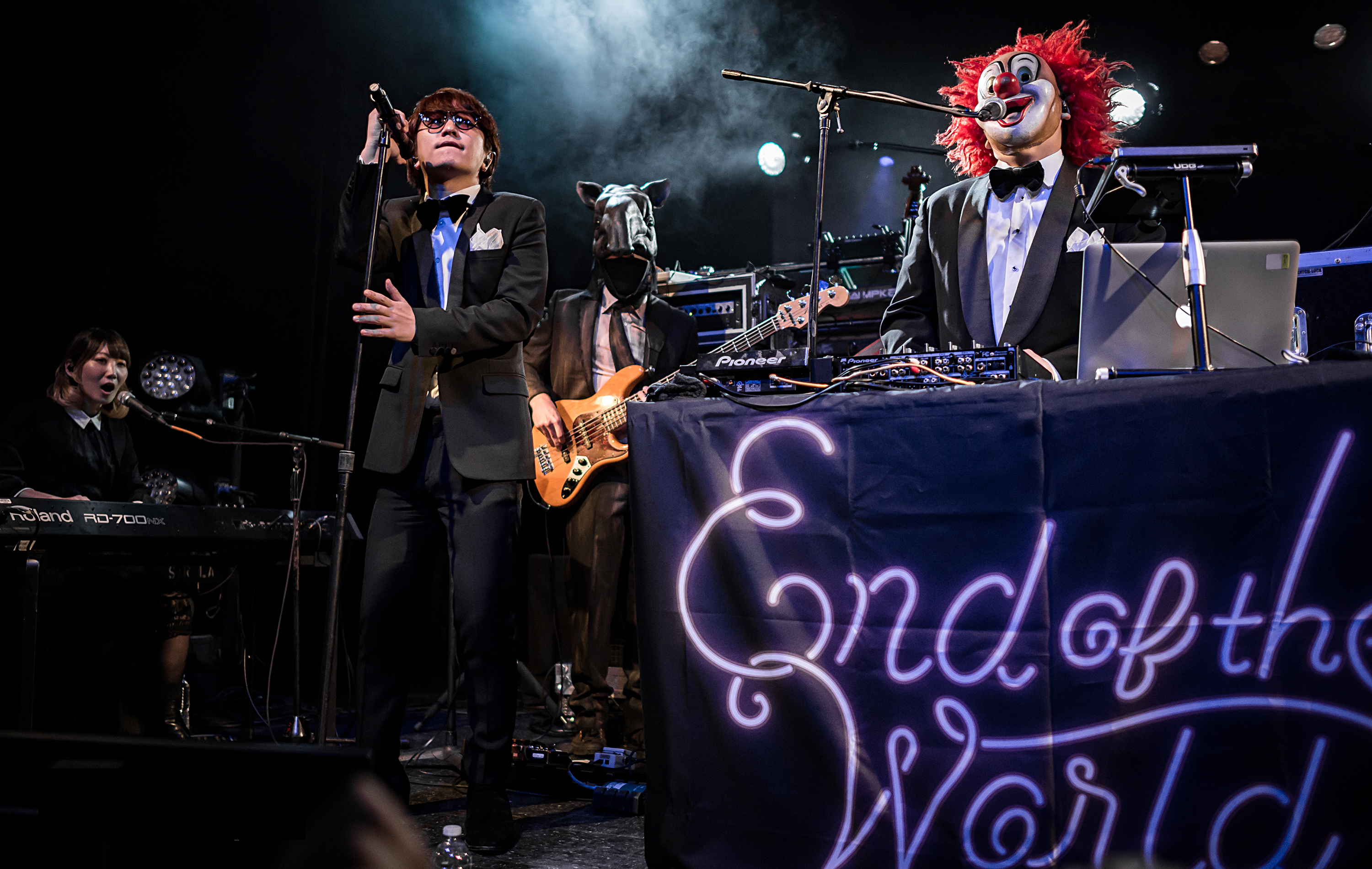
Sekai no Owari como suporte para Clean Bandit em 2016.

Em setembro de 2015, Sekai no Owari tornou-se o primeiro artista do Japão a atuar no MTV World Stage Malaysia 2015 na frente de vinte mil pessoas. Realizaram cinco músicas: ANTI HERO, Death Disco, SOS, Mr.Heartache e Dragon Night. Mais tarde, Sekai no Owari realizou um evento especial ao vivo em Taiwan apoiado pela KKBOX e também foi convidado a atuar no prestigiado KKBOX Music Awards de Taiwan, representando o Japão.
No final de março de 2016, a SEKAI NO OWARI anunciou seus planos para estrear nos Estados Unidos trabalhando em um álbum de língua inglesa que está planejado para ser lançado em 2017. Para essa ocasião, a banda está trabalhando com os famosos produtores Nicky Romero, Clean Bandit e Owl City.

## Estilo musical
Sekai no Owari começou como uma banda de rock alternativa, mas depois conceitos adotados do J-pop e experimentou outros gêneros desde então. Embora sua música tenha mudado drasticamente durante os anos, em uma entrevista especial com o canal oficial da equipe de música do Instagram, a banda expressou seu desejo de não ser jogado em qualquer caixa particular..., pois eles têm um som muito diversificado. A música da banda pode variar desde eletropop até jazz, rock e música clássica. O guitarrista e produtor de som Nakajin também pode cantar, escrever e realizar Tonight e 炎の戦士 (Flame Warrior) do segundo álbum da banda, Entertainment (2012). A banda em geral assume um conceito vívido para animar o público. O Fukase também atua em inglês para ter um maior interesse para seus fãs fora do Japão.

## Integrantes

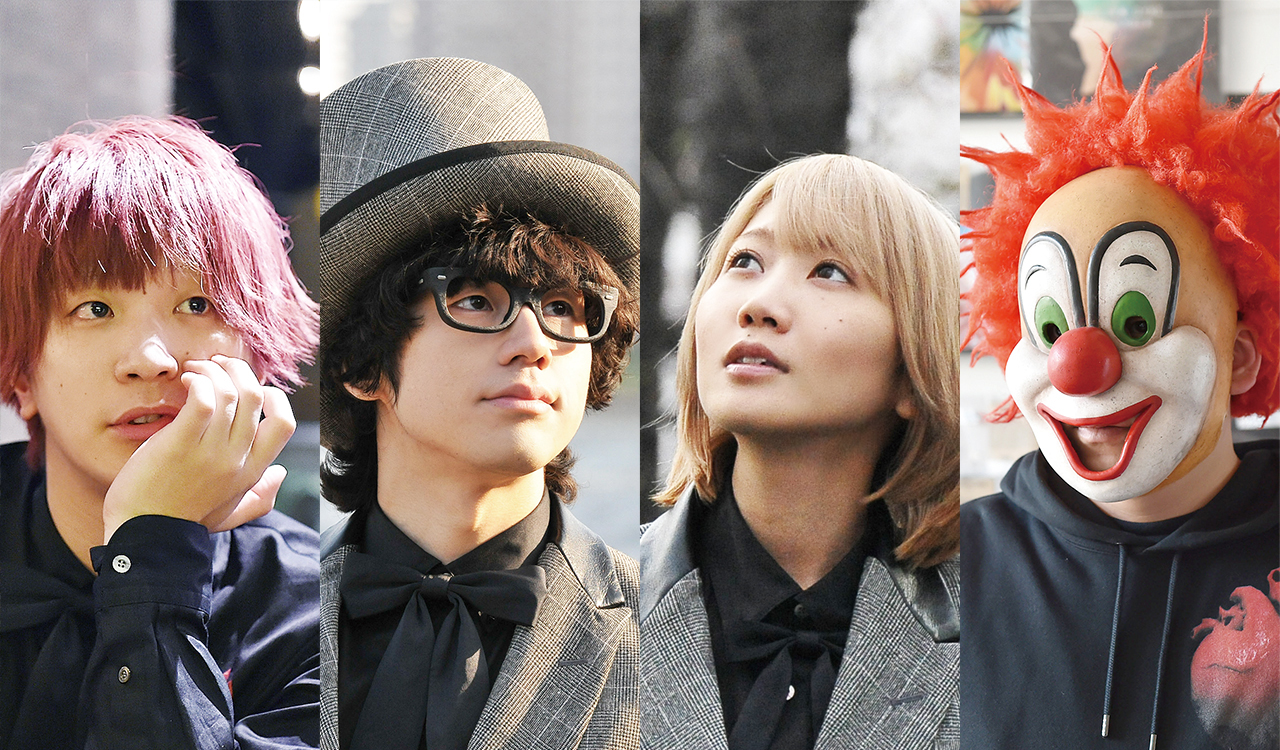
Da esquerda para a direita: Fukase, Nakajin, Saori e DJ Love.

### Satoshi Fukase
Satoshi Fukase (深瀬慧); nascido em 13 de outubro de 1985 (39 anos) em Tóquio, Japão. Ele é vocalista principal da banda e o membro responsável pela composição das letras da maioria dos singles do grupo. Depois de deixar seu colégio no Japão, Fukase se mudou para os Estados Unidos com planos para continuar mais dois anos no país para terminar seus estudos.[carece de fontes?] Porém as diferenças no modo de vida e idioma levaram ele a sofrer transtorno do pânico, fazendo-o retornar ao Japão após duas semanas de estadia. Por conta de suas crises de pânico, Fukase então iniciou um tratamento psicológico em uma clínica psiquiátrica, ficando por mais de dois anos isolado do mundo externo. Em 11 de agosto de 2014, confirmou seu namoro com a cantora Kyary Pamyu Pamyu, tendo anunciado o término no verão de 2016. Ele atualmente, namora a modelo Masuwaka Tsubasa.

### Shinichi Nakajima
Shinichi Nakajima (中島真); nascido em 11 de outubro de 1985 (39 anos) em Tóquio, Japão. Ocasionalmente creditado pelo nome artístico Nakajin (中京). É o atual líder da banda e o membro responsável pela produção musical. Na primeira vez da banda no Nippon Budokan, ele cantou o single Tonight, composto e produzido por ele. Em 2017, anunciou seu noivado.

### Saori Fujisaki
Saori Fujisaki (藤崎彩織); nascida em 13 de agosto de 1986 (38 anos) em Nagoia, Japão. É responsável pela composição das letras dos singles. Atua também como diretora nas gravações dos videoclipes. Tendo se formado em música moderna, Saori trabalhou por quatro anos como professora de piano para crianças e adolescentes. Em 2017, anunciou seu casamento com o ator Dai Ikeda.

### DJ Love
DJ Love (DJラブ); nascido em 24 de agosto de 1985 (39 anos) em Tóquio, Japão. Sua principal característica marcando é a máscara de palhaço que usa desde a estreia da banda. Ele é o membro que seleciona os instrumentos e a direção do som da banda nos concertos, festivais e shows.

## Discografia

### Álbuns de estúdio
| Título        | Detalhes do álbum                                                                                             | Melhor posição nas paradas | Vendas         | Certificações       |
| Título        | Detalhes do álbum                                                                                             | JPN                        | Vendas         | Certificações       |
| ------------- | --- | -------------------------- | -------------- | ------------------- |
| Earth         | - Lançamento: 7 de abril de 2010 (JPN) - Gravadora: Lastrum - Formatos: CD, digital download                  | 15                         |                |                     |
| Entertainment | - Lançamento: 18 de julho de 2012 (JPN) - Gravadora: Toy's Factory - Formatos: CD, CD/DVD, digital download   | 2                          |                | - RIAJ: Platinum    |
| Tree          | - Lançamento: 14 de janeiro de 2015 (JPN) - Gravadora: Toy's Factory - Formatos: CD, CD/DVD, digital download | 1                          | - JPN: 499,290 | - RIAJ: 2× Platinum |

### Extended plays
| Título         | Detalhes do álbum                       |
| -------------- | --------------------------------------- |
| Sekai no Owari | - Lançamento: 2009 (JPN) - Formatos: CD |

### Singles

#### Como artista principal
| "Maboroshi no Inochi" (幻の命, "The Life of Phantom")                                                                 | 2010 | —  | 67 |                                                       | Earth             |
| "Tenshi to Akuma" (天使と悪魔, "Angel and Devil")                                                                     | 2010 | 8  | 5  |                                                       | Entertainment     |
| "Fantasy" (ファンタジー, Fantajī)                                                                                     | 2010 | 8  | 71 |                                                       | Entertainment     |
| Inori ("Prayer") | 2011 | 13 | —  |                                                       | Entertainment     |
| "Starlight Parade" (スターライトパレード, Sutāraito Parēdo)                                                           | 2011 | 16 | 10 |                                                       | Entertainment     |
| "Nemurihime" (眠り姫, "Sleeping Beauty")                                                                              | 2012 | 4  | 5  |                                                       | Entertainment     |
| "RPG" | 2013 | 2  | 1  | - RIAJ (digital): 2× Platinum - RIAJ (physical): Gold | Tree              |
| "Death Disco" | 2013 | —  | 20 |                                                       | Tree              |
| "Snow Magic Fantasy" (スノーマジックファンタジー, Sunō Majikku Fantajī)                                               | 2014 | 1  | 1  | - RIAJ (digital): Gold - RIAJ (physical): Gold        | Tree              |
| "Honō to Mori no Carnival" (炎と森のカーニバル, "The Flame and Forest Carnival")                                      | 2014 | 2  | 1  | - RIAJ (digital): Gold - RIAJ (physical): Gold        | Tree              |
| "Dragon Night" | 2014 | 4  | 2  | - RIAJ (digital): 2× Platinum - RIAJ (physical): Gold | Tree              |
| "Anti-Hero" | 2015 | 2  | 2  | - RIAJ (digital): Gold - RIAJ (physical): Gold        | Non-album singles |
| "SOS" | 2015 | 1  | 1  | - RIAJ (physical): Gold                               | Non-album singles |
| "Present" (プレゼント, Purezento)                                                                                     | 2015 | 1  | 52 |                                                       | Non-album singles |
| "—" denotes items that did not chart or items that were ineligible to chart because no physical edition was released. |      |    |    |                                                       |                   |

#### Como artista convidado
| "Take Your Way" (Livetune adding Fukase (from Sekai no Owari))                            | 2013 | 12 | 21 | To                                  |
| "Tokyo" (Owl City featuring Sekai no Owari)                                               | 2014 | —  | 25 | Mobile Orchestra (Japanese edition) |
| "—" denotes items that were ineligible to chart because no physical edition was released. |      |    |    |                                     |

#### Singles promocionais
| "Nijiiro no Sensō" (虹色の戦争, "The War of the Rainbow Color") | 2010 | 36 | Earth                   |
| "Kachōfūgetsu" (花鳥風月, "The Wonders of Nature")              | 2011 | 5  | Inori / Entertainment   |
| "Fushichō" (不死鳥, "Phoenix")                                  | 2011 | 33 | Inori / Entertainment   |
| "Never Ending World"                                            | 2011 | —  | Inori / Entertainment   |
| "Magic"                                                         | 2014 | 43 | "Dragon Night" (single) |
| "Mermaid Rhapsody" (マーメイドラプソディー, Māmeido Rapusodī)   | 2015 | 18 | Tree                    |
| "—" denotes items that did not chart.                           |      |    |                         |

### Álbuns vídeos
| 2010.12.23 Shibuya C.C. Lemon Hall                                  | - Lançamento: 15 de junho de 2011 (JPN) - Gravadora: Lastrum - Formatos: DVD                    | 16 | — |
| Arena Tour 2013 Entertainment in Kokuritsu Yoyogi Daiichi Taiikukan | - Lançamento: 17 de julho de 2013 (JPN) - Gravadora: Toy's Factory - Formatos: DVD              | 2  | — |
| Honō to Mori no Carnival in 2013                                    | - Lançamento: 9 de abril de 2014 (JPN) - Gravadora: Toy's Factory - Formatos: DVD               | 1  | — |
| Tokyo Fantasy Sekai no Owari                                        | - Lançamento: 15 de abril de 2015 (JPN) - Gravadora: Toy's Factory - Formatos: DVD, Blu-ray     | 6  | 3 |
| Twilight City at Nissan Stadium                                     | - Lançamento: 17 de fevereiro de 2016 (JPN) - Gravadora: Toy's Factory - Formatos: DVD, Blu-ray | 2  | 2 |
| "—" denotes items that were not released in Blu-ray format.         |                                                                                                 |    |   |

## Filmografia
|                               | Data de lançamento    | Título                                                   | Melhor posição nas paradas | Melhor posição nas paradas |
| DVD                           | Data de lançamento    | Título                                                   | BD                         |                            |
| 世界の終わり /Lastrum         | 世界の終わり /Lastrum | 世界の終わり /Lastrum                                    | 世界の終わり /Lastrum      | 世界の終わり /Lastrum      |
| ----------------------------- | --------------------- | -------------------------------------------------------- | -------------------------- | -------------------------- |
|                               | 15 de junho de 2011   | 2010.12.23 SHIBUYA C.C.Lemon Hall                        | 16                         | —                          |
| SEKAI NO OWARI /Toy's Factory |                       |                                                          |                            |                            |
| 1                             | 17 de julho de 2013   | ARENA TOUR 2013「ENTERTAINMENT」 in 国立代々木第一体育館 | 2                          | —                          |
| 2                             | 9 de abril de 2014    | 炎と森のカーニバル in 2013                               | 1                          | —                          |
| 3                             | 15 April 2015         | TOKYO FANTASY SEKAI NO OWARI                             | 2                          | 2                          |

## Turnês

### Turnês japonesas
- Heart the eartH Tour (2010)
- One-Man Fall Tour (2010)
- SEKAI NO OWARI Tour (2011)
- SEKAI NO OWARI Zepp Tour "Entertainment" (2012)
- SEKAI NO OWARI Hall Tour "Entertainment" (2012)
- SEKAI NO OWARI Arena Tour "Entertainment" (2013)
- Fire and Forest Carnival (Tokyo Fantasy TreeLand) (2013)
- Nationwide Arena Tour Fire and Forest Carnival: Starland Edition (2014)
- Tokyo Fantasy with Owl City (2014)
- Twilight City with Austin Mahone (2015)
- The Dinner National Tour (2016)
- Tarkus National Tour (2017)

### Turnês mundiais
- SEKAI NO OWARI U.S Tour (2016)

- Summer Sonic Festival (2014)
- MTV World Stage Malaysia (2015)
- Sekai no Owari Special Live Show in Taiwan (2015)
- KKBOX Music Awards (2016)
- Jisan Valley Rock Festival South Korea (2016)
- Concrete & Grass Music Festival in Shanghai (2016)
- Clockenflap Music and Arts Festival Hong Kong (2016)

## Prêmios
| Ano  | Cerimônia                       | Prêmio                  | Trabalho nomedo                                       | Resultado |
| ---- | ------------------------------- | ----------------------- | ----------------------------------------------------- | --------- |
| 2010 | CD Shop Awards                  | 3rd Sub Grand Prix      | "EARTH"                                               | Venceu    |
| 2012 | CD Shop Awards                  | 5th Grand Prix          | "ENTERTAINMENT"                                       | Venceu    |
| 2012 | 54th Japan Record Awards        | Best Album Award        | "ENTERTAINMENT"                                       | Venceu    |
| 2014 | 56th Japan Record Awards        | Excellent Work Award    | "炎と森のカーニバル, "The Flame and Forest Carnival"" | Venceu    |
| 2015 | 57th Japan Record Awards        | Best Album Award        | "Tree"                                                | Venceu    |
| 2016 | Space Shower Music Video Awards | Best Group Artist       | SEKAI NO OWARI                                        | Venceu    |
| 2016 | 2016 Mnet Asian Music Awards    | Best Asian Artist Japan | SEKAI NO OWARI                                        | Venceu    |